# Agnico Eagle Mines

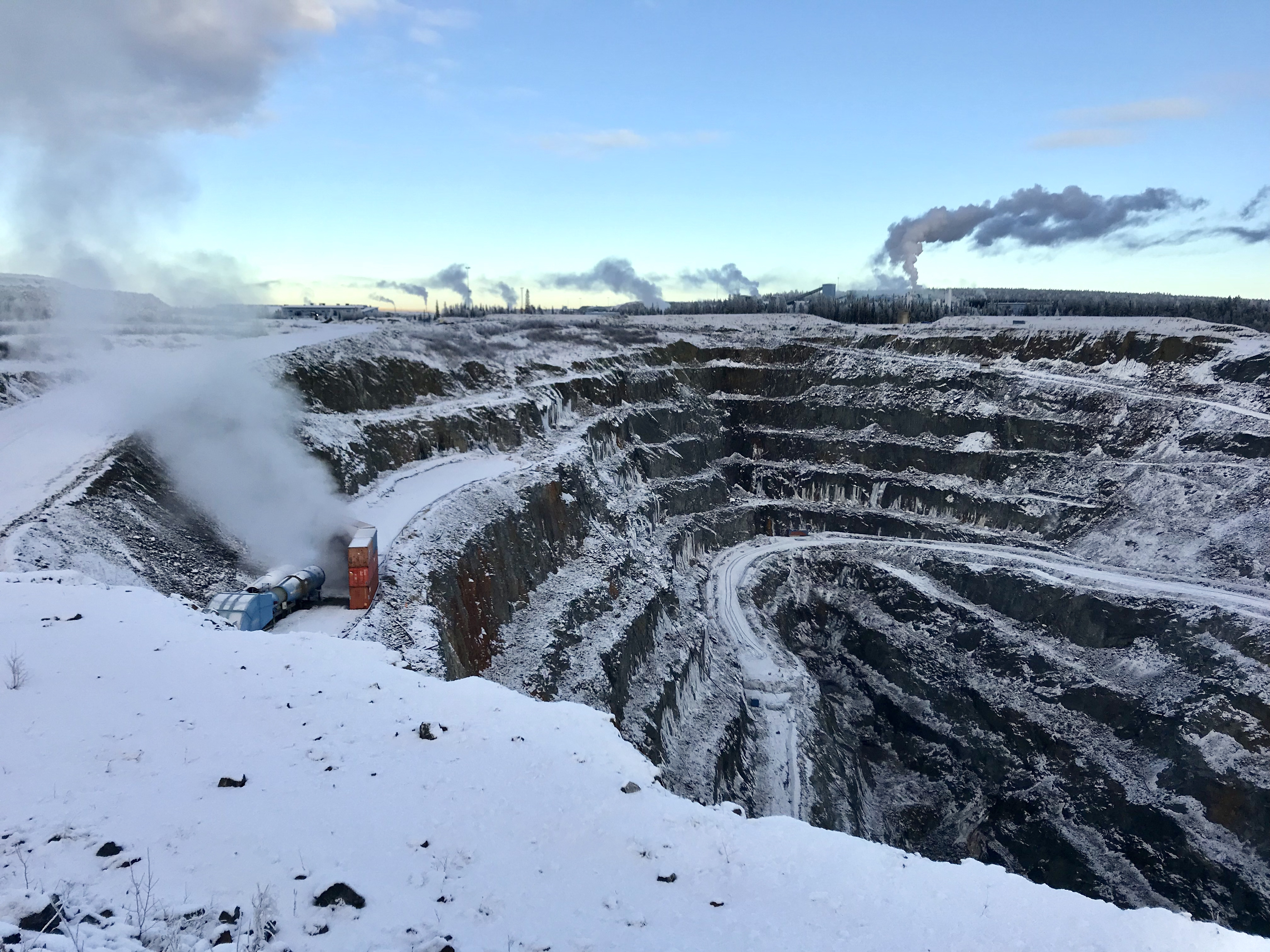
Tidigare dagbrott i Suurikuusikkogruvan, 2017

Agnico Eagle Mines Limited, (NYSE: AEM), är ett kanadensiskt multinationellt gruvföretag som bryter och förädlar guld i Finland, Kanada och Mexiko. Företaget har även rättigheter till att prospektera efter guld i USA. 
Agnico Eagle blev 2005 helägare av prospekteringsföretaget Riddarhyttan Resources, vars största tillgång var Suurikuusikkoprojektet i Lappland i Finland. Brytning av guldförande malm i Suurikuusikko påbörjades 2008, och gruvan har utvecklats till att bli den största guldgruvan i Europa.
Företaget bedriver sedan mitten av 2010-talet prospektering efter guld i Storumans kommun.